# Polyalthia patinata
Polyalthia patinata är en kirimojaväxtart som beskrevs av L.W. Jessup. Polyalthia patinata ingår i släktet Polyalthia och familjen kirimojaväxter. Inga underarter finns listade i Catalogue of Life.